# Moran Mazor
Moran Mazor (héberül: מורן מזור; Holon, 1991. május 17. –) izraeli énekesnő. Ő képviselte Izraelt a 2013-as Eurovíziós Dalfesztiválon Malmőben, a Rak bishvilo (magyarul: Csak neki) című dalával,viszont kiesett a második elődöntőben. Moran 2013. március 7-én nyerte meg az Eurovíziós Dalfesztivál izraeli nemzeti döntőjét, a Kdam Eurovision 2013-at.
Moran első nyilvános megjelenése 2011-ben volt, ekkor tűnt fel az Eyal Golan is Calling You című izraeli valóságshowban, melynek végül a győztese lett.

## Fordítás
- Ez a szócikk részben vagy egészben  a   Moran Mazor című angol Wikipédia-szócikk fordításán alapul.  Az eredeti cikk szerkesztőit annak laptörténete sorolja fel. Ez a jelzés csupán a megfogalmazás eredetét és a szerzői jogokat jelzi, nem szolgál a cikkben szereplő információk forrásmegjelöléseként.